# Leucobrephos resoluta
Leucobrephos resoluta är en fjärilsart som beskrevs av Philipp Christoph Zeller 1863. Leucobrephos resoluta ingår i släktet Leucobrephos och familjen mätare. Inga underarter finns listade i Catalogue of Life.